# Vámosmikola
Vámosmikola é um município da Hungria, situado no condado de Peste. Tem 25,29 km² de área e sua população em 2015 foi estimada em 1.626 habitantes.